# Tsjerna Mogila (Boergas)
Tsjerna Mogila (Bulgaars: Черна могила Cherna Mogila, Turks: Karatepe; in beide talen vertaald Zwarte grafheuvel) is een dorp in het oosten van Bulgarije. Het dorp is gelegen in de gemeente Ajtos in oblast Boergas. Tsjerna Mogila ligt 28 km ten noorden van Boergas en 332 km ten oosten van Sofia.

## Bevolking
Op 31 december 2019 werden er 344 inwoners in het dorp geregistreerd door het Nationaal Statistisch Instituut, een lichte stijging vergeleken met de laatste officiële volkstelling van 2011. In het dorp wonen uitsluitend etnische Turken.
|  |

| Etnische samenstelling van de respondenten (2011) | Etnische samenstelling van de respondenten (2011) | Etnische samenstelling van de respondenten (2011) | Etnische samenstelling van de respondenten (2011) | Etnische samenstelling van de respondenten (2011) |
| ------------------------------------------------- | ------------------------------------------------- | ------------------------------------------------- | ------------------------------------------------- | ------------------------------------------------- |
|                                                   |                                                   |                                                   |                                                   |                                                   |
| Bulgaren                                          | Bulgaren                                          |                                                   | 0,0%                                              | 0,0%                                              |
| Turken                                            | Turken                                            |                                                   | 100,0%                                            | 100,0%                                            |
| Roma                                              | Roma                                              |                                                   | 0,0%                                              | 0,0%                                              |
| Anders/Onbekend                                   | Anders/Onbekend                                   |                                                   | 0,0%                                              | 0,0%                                              |